# Rhytisma fuscum
Rhytisma fuscum is een zachte koraalsoort uit de familie Alcyoniidae. De koraalsoort komt uit het geslacht Rhytisma. Rhytisma fuscum werd in 1906 voor het eerst wetenschappelijk beschreven door Thomson & Henderson. 